# Bagur, Gubbi
Bagur là một làng thuộc tehsil Gubbi, huyện Tumkur, bang Karnataka, Ấn Độ.